# Bambán
Bambán es un municipio filipino de segunda categoría, situado en la parte central de la isla de Luzón. Forma parte del Tercer Distrito Electoral de la provincia de Tarlac situada en la Región Administrativa de Luzón Central, también denominada Región III.

## Geografía

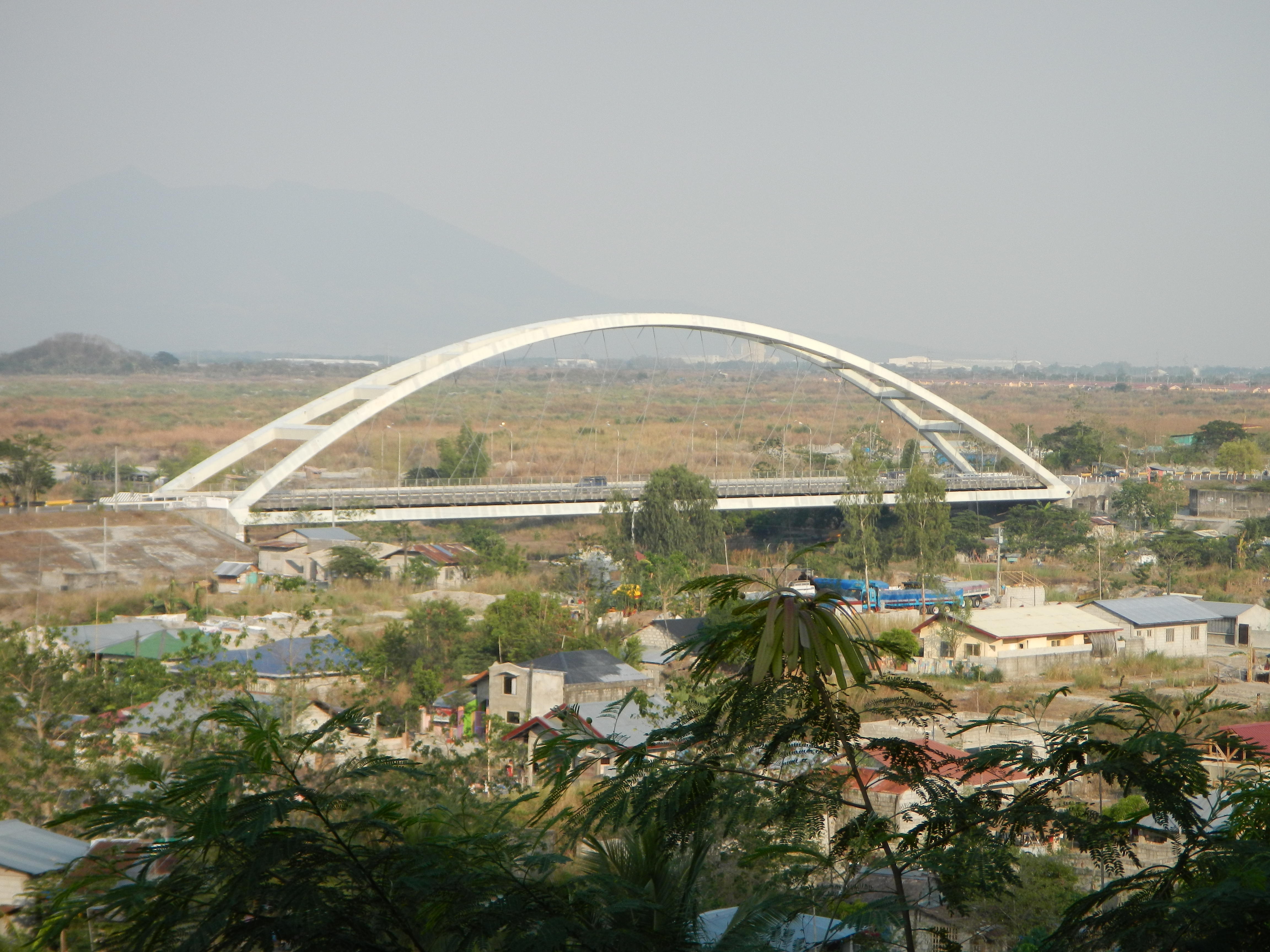
Puente sobre el río Río Parua.

Situado en el sur de la provincia su término linda al norte con el municipio de Capas; al sur con la provincia de Pampanga, municipios de Porac y ciudad de Mabalacat; al este con el municipio de Concepción; y al oeste con la provincia de Zambales, municipio de Botolán.
El río Parua, popularmente conocida como Río Bambán, separa Bambán de Mabalácat.
En su término se encuentran las montañas de San Vicente, de Santo Niño y de San Nicolás.
El Lago Sacobia, situado en el barrio del Santo Tiño, fue el resultado de la erupción del Monte Pinatubo, acaecida el año 1991.

### Comunicaciones
La recientemente inaugurada autopista Subic-Clark-Tarlac Subic–Clark–Tarlac Expressway (SCTEX) finaliza en la ciudad de Tarlac, atravesando la vecina ciudad de Mabalacat.

### Barangays
El municipio  de Bambán  se divide, a los efectos administrativos, en 15 barangayes o barrios, conforme a la siguiente relación:
| - Anupul - Banaba - Bangcu - Culubasa - De la Cruz | - La Paz - Lourdes - Malonzo - San Nicolás (Población) - San Pedro | - San Rafael - San Roque - San Vicente - Santo Niño - Virgen de los Remedios de Pacalcal |  |

### Pobladores
Los pampangos son el 90% de los pobladores de Bambán. El 10% restante está formado por ilocanos, tagalos, pangasinenses y zambales.

## Economía
La amplia extensión de tierras llanas situadas  en la parte oriental se dedica a la agricultura.

## Historia
Los primeros habitantes del lugar eran los Aetas, también conocidos como Negritos y los Zambales.
Más tarde, otros colonos vinieron de provincias vecinas principalmente de La Pampanga.
Por la abundancia de plantas de mabamboa o bambania  a lo largo de las riberas de los ríos, el lugar era conocido por el nombre de  Cabambanán o Mabambán y más simplemente Bambán.
A principios del siglo XVIII los agustinos recoletos establecieron la Misión de Pueblos de Bambán.
Bambán fue parte de la provincia de La Pampanga, hasta 1873, cuando pasa a formar parte de la nueva provincia de Tarlac.
Martín Sibal fue  nombrado jefe y comisionado con el grado de "Capitán". Entre los primeros pobladores fueron clanes de los Sibal, Lugtu, Dayrit, Macale, Vergara, Manipon y de la Cruz.

## Patrimonio

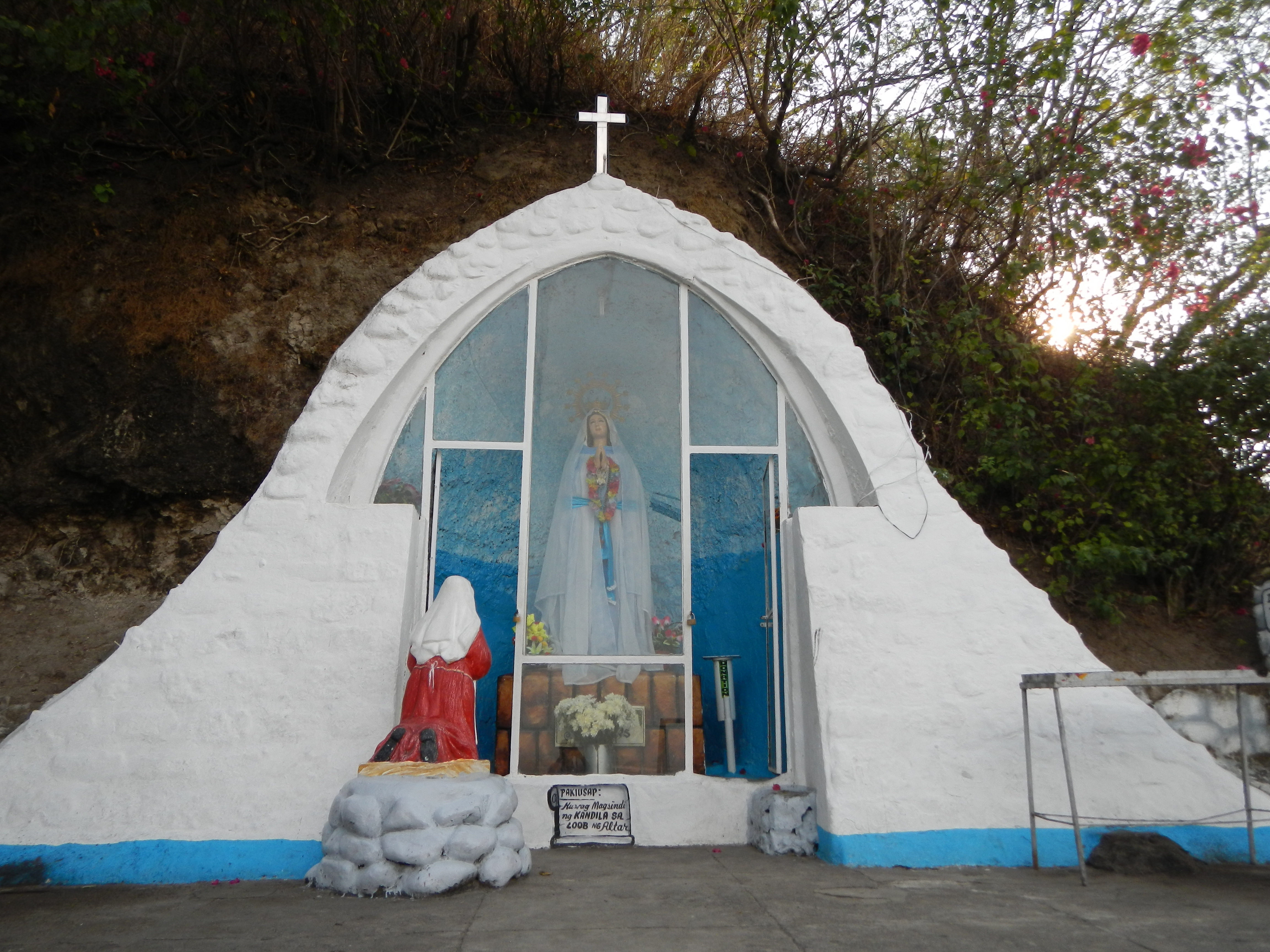
Grutas de la Virgen de Lourdes.

- Iglesia parroquial católica bajo la advocación del Santo Niño,  data del año 1812.

Forma parte de la Vicaría de San Nicolas de Tolentino, perteneciente a la Diócesis de Tarlac en la provincia Eclesiástica de San Fernando.
- Cascadas de  Malasa.
- Túneles japoneses  en los montes de  San Nicolás.
- Grutas de la Virgen de Lourdes  en Lourdes, sitio de  Magurul Gurul.